# Sam Hardy
Sam Hardy (Sídney, 21 de julio de 1995) es un deportista australiano que compite en remo. Ganó dos medallas de bronce en el Campeonato Mundial de Remo, en los años 2019 y 2022.

## Palmarés internacional
| Campeonato Mundial | Campeonato Mundial       | Campeonato Mundial | Campeonato Mundial |
| Año                | Lugar                    | Medalla            | Prueba             |
| ------------------ | ------------------------ | ------------------ | ------------------ |
| 2019               | Ottensheim (Austria)     | Medalla de bronce  | Dos sin timonel    |
| 2022               | Račice (República Checa) | Medalla de bronce  | Ocho con timonel   |